# 中島沙結耶
中島 沙結耶（なかしま さゆか、1994年2月18日 - ）は、日本の女優である。
劇団銅鑼所属。熊本県出身。身長161cm。

## 来歴
日本芸術専門学校演劇学科を卒業し、2017年に銅鑼に入団した。

## 出演

### 舞台
- 『いのちの花』チバちゃん 役（演出：齋藤理恵子）[1]
- 2017年試演会『僕を待つ部屋』飯島弘子 役（演出：山田昭一）[1]

### 外部出演
- 『日本芸術専門学校presents　今井麻美の逆に学ばせていただきます！』ラジオNIKKEI第2[2]